# 科特克湖
61°15′45″N 33°13′24″E / 61.26250°N 33.22333°E
科特克湖（俄语：Коткозеро），是俄羅斯的湖泊，位於該國西北部，由卡累利阿共和國負責管轄，長6.8公里、寬1.2公里，面積4.9平方公里，海拔高度67.6米，湖岸線長度19.3公里，集水區面積150平方公里，平均水深11.9米，最大水深30米。